# Obruten mark
Obruten mark (ryska: Новь Nov) är en roman från 1877 av den ryske författaren Ivan Turgenjev. Handlingen utspelar sig i Sankt Petersburg år 1868, en tid präglad av upprorsanda. Huvudperson är den unge adelsmannen Nezjdanov, som talar eldigt om revolution men vars egentliga övertygelse är osäker och vacklande. Boken gavs ut på svenska 1878, översatt via en fransk utgåva. En nyöversättning av Kjell Johansson från originalspråket gavs ut 2011.

## Mottagande
Crister Enander skrev i Tidningen Kulturen 2011: "Det är inte en av Turgenjevs mer välkända böcker, men den är likväl ytterst läsvärd. ... Obruten mark är en både bitsk och uppsluppen uppgörelse med den ryska politiken och det ryska klassamhällets absurda avarter, även om romanen saknar djupare politiska insikter. Den kraftigt västeuropeiskt orienterade Ivan Turgenjev hittar lätt karaktärer att satirisera och karikera med grova svarta streck och det gör romanen till en mycket underhållande läsning." Samma år skrev Johanna Lindbladh i Svenska Dagbladet: "Berättelsen är inledningsvis lite seg, men tar fart på riktigt i romanens andra del då 'låtsasrevolutionären' Nezjdanov i sin vaudevilleliknande förklädnad beger sig ut för att propagera det revolutionära budskapet bland stockkonservativa bönder som ingalunda låter sig duperas av denne 'tafflige köpman'. Här blir skildringen synnerligen underhållande, mycket tack vare författarens psykologiska lyhördhet, i stånd att locka fram de mest oväntade skratt då karaktärernas fåfänga sneglingar och irrationella snedsprång liksom helt apropå avslöjas i en bisats. Turgenjevs vackra språk och humoristiska talang fångas väl i Kjell Johanssons översättning[.]"